# 라마시바부 프라그나난다
라메시바부 프라그나난다(2005년 8월 10일~)는 인도의 체스 그랜드마스터이다. 체스 신동인 프라그나난다는 2023년 체스 월드컵에서 2위를 차지했으며, 비스와나탄 아난드 이후 타타 스틸 체스 토너먼트에서 우승한 유일한 인도 선수이다. 그는 또한 2022년 아시안 게임 남자 단체전에서 은메달을 획득한 인도 팀의 일원이었고, 2024년 제45회 체스 올림피아드 오픈 부문에서 금메달을 획득했다. 2025년 6월, 그는 E스포츠 클럽 팀 리퀴드와 계약했다.

## 초기 및 개인 생활

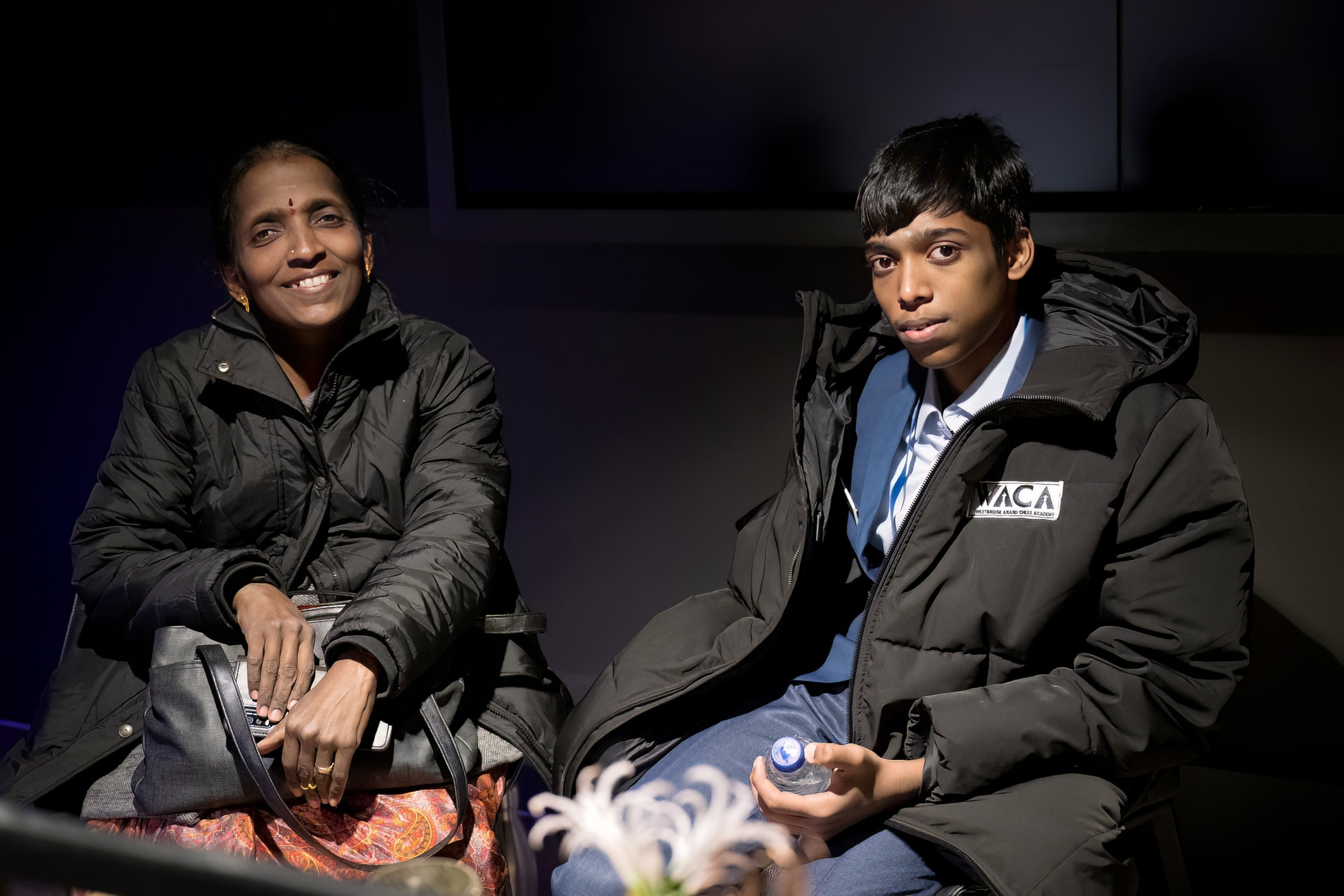
프라그나난다(오른쪽)가 그의 어머니 나가락슈미(왼쪽)와 함께 찍은 사진.

프라그나난다는 2005년 8월 10일 첸나이, 타밀나두의 타밀어를 사용하는 가족에게서 태어났다. 그의 아버지 라메시바부는 TNSC 은행의 지점장으로 일하고 있으며, 그의 어머니 나가락슈미는 토너먼트 여행 시 프라그나난다와 자주 동행하는 주부이다.
프라그나난다와 그의 누나 바이샬리는 2018년에 프라그나난다가, 2023년에 누나가 그랜드마스터 타이틀을 획득하여 그랜드마스터 타이틀을 획득한 최초의 남매이다. 그들은 또한 도전자 결정전에 진출한 최초의 남매이기도 하다.
체스 외에 프라그나난다는 여가 시간에 탁구를 치고 크리켓을 보는 것을 즐긴다.

## 경력

### 2013~2017

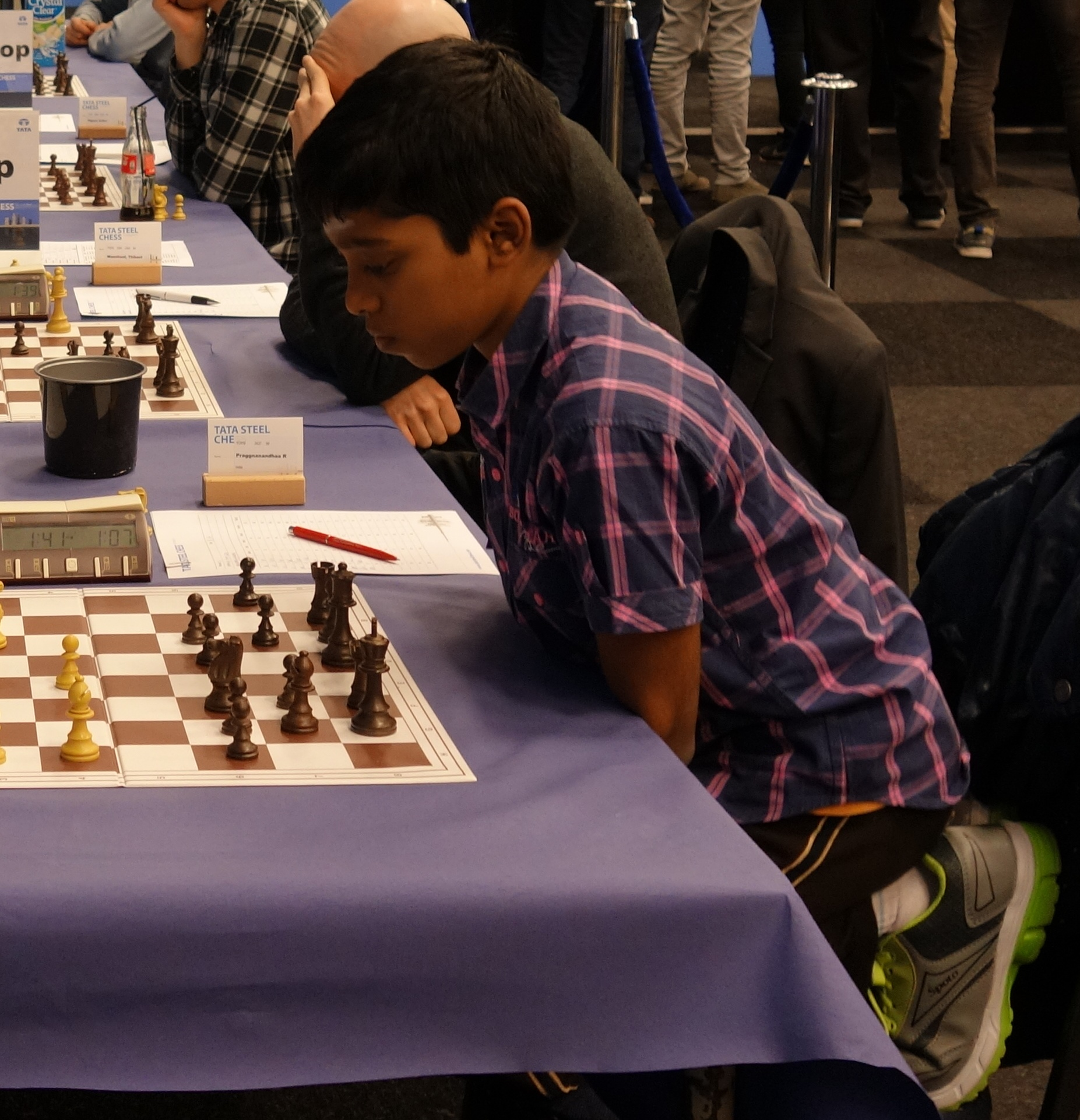
2017년 타타 스틸 체스 아마추어 토너먼트의 프라그(11세)

프라그나난다는 2013년 세계 유소년 체스 선수권 대회 8세 이하 부문에서 우승하여 FIDE 마스터 타이틀을 획득했다. 그는 2015년에 10세 이하 부문에서 우승했다.
2016년에 프라그나난다는 10세 10개월 19일의 나이로 역사상 최연소 국제 마스터가 되었다. 그는 2017년 11월 세계 주니어 체스 선수권 대회에서 8점으로 4위를 기록하며 첫 그랜드마스터 노름을 달성했다.

### 2018
그는 2018년 4월 17일 그리스 헤라클리온 피셔 기념 GM 노름 토너먼트에서 두 번째 노름을 획득했다. 2018년 6월 23일, 그는 이탈리아 우르티제이에서 열린 그레디네 오픈에서 루카 모로니를 8라운드에서 꺾고 세 번째이자 마지막 노름을 달성하여, 12세 10개월 13일의 나이로 당시 세르게이 카랴킨 (12세 7개월)에 이어 역대 두 번째 최연소 그랜드마스터가 되었다. 그는 아비마뉴 미슈라, 카랴킨, 구케시 도마라주, 야기즈 칸 에르도그무슈, 그리고 야보키르 신다로프에 이어 역대 6번째로 어린 그랜드마스터(GM) 타이틀 획득자이다.
2018년에 프라그나난다는 레온 (스페인)에서 열린 마히스트랄 데 레온 마스터즈에 4경기 래피드 매치에 웨슬리 소와 대결하기 위해 초청되었다. 그는 1경기에서 소를 꺾었고, 3경기 후 점수는 1½-1½로 동점이었다. 마지막 경기에서 소가 프라그나난다를 꺾고 2½-1½로 승리했다.
2018년 1월, 프라그나난다는 샬럿에서 열린 샬럿 체스 센터의 2018년 겨울 GM 노름 초청전에서 GM 앨더 에스코바르 포레로와 IM 데니스 쉬멜로프와 5.0/9점으로 공동 3위를 기록했다.

### 2019
2019년 7월, 프라그나난다는 덴마크에서 열린 엑스트라콘 체스 오픈에서 8½/10점(+7–0=3)을 기록하며 우승했다. 2019년 10월 12일, 그는 9/11점으로 18세 이하 부문 세계 유소년 선수권 대회에서 우승했다. 2019년 12월, 그는 2600점의 레이팅을 달성한 역대 두 번째 최연소 선수가 되었다. 그는 14세 3개월 24일의 나이로 이를 달성했다.

### 2021
2021년 4월, 프라그나난다는 율리우스 베어 그룹과 Chess24.com이 젊은 재능을 위해 조직한 래피드 온라인 이벤트인 줄리어스 베어 챌린저스 체스 투어의 첫 번째 단계(총 네 단계 중)인 폴가 챌린지에서 우승했다. 그는 15.5/19점을 기록하여 다음 최고 경쟁자들보다 1.5점 앞섰다. 이 우승으로 그는 2021년 4월 24일 멜트워터 챔피언스 체스 투어에 진출했으며, 여기서 그는 테이무어 라자보프, 얀-크시슈토프 두다, 세르게이 카랴킨, 요한-세바스티안 크리스티안센을 상대로 승리하고 세계 챔피언 망누스 칼센과 무승부를 기록하는 등 7/15점(+4-5=6)으로 10위를 차지했다.
프라그나난다는 90번째 시드로 체스 월드컵 2021에 참가했다. 그는 2라운드에서 GM 가브리엘 사르기시안을 2-0으로 꺾고, 3라운드에서 GM 미할 크라스엔코프를 래피드 타이브레이크에서 꺾고 4라운드에 진출했다. 그는 4라운드에서 막심 바시에르-라그라브에게 탈락했다.

### 2022
프라그나난다는 타타 스틸 체스 토너먼트 2022 마스터스 부문에 참가하여 안드레이 예시펜코, 비디트 구즈라티, 닐스 그란델리우스를 상대로 승리하며 최종 5½점으로 12위를 기록했다.
그는 제44회 체스 올림피아드 인도-2팀의 일원이었으며, 이 팀은 3위를 차지하여 동메달을 획득했다.
2022년 2월 20일, 그는 챔피언스 체스 투어 2022의 온라인 에어싱스 마스터스 래피드 토너먼트에서 망누스 칼센을 상대로 모든 시간 형식에서 경기를 이긴 세 번째 인도 선수(아난드와 하리크리슈나에 이어)가 되었다. 이 기록은 이후 2022년 10월 16일 구케시 디에 의해 깨졌다.
2022년 5월 체서블 마스터스 온라인 래피드 체스 토너먼트에서 그는 3개월 만에 두 번째로 칼센을 다시 꺾고 결승에 진출했다.
그는 또한 2022년 FTX 크립토컵에서 칼센을 세 번 꺾었고, 최종 순위에서 칼센에 이어 2위를 차지했다.

### 2023
2023년 1월, 프라그나난다는 타타 스틸 체스 마스터스 2023에 참가했다. 그는 2800점대 그랜드마스터인 딩리런을 클래식 게임에서 처음으로 꺾었다. 그는 6/13점으로 토너먼트 9위를 기록하며 마쳤다.
2023년 월드컵에서 18세의 프라그나난다는 준결승에서 파비아노 카루아나를 타이브레이크로 꺾고 월드컵 역사상 월드컵 결승에 진출한 세계 최연소 선수가 되었다. 그는 또한 비스와나탄 아난드에 이어 체스 월드컵 역사상 두 번째 인도 선수로 결승에 진출했다. 전 세계 체스 챔피언 망누스 칼센과의 결승전에서 그는 래피드 타이브레이크에서 패배하여 2위를 차지했으며 2024년 도전자 결정전에 진출했다. 그는 이 토너먼트에서 러시아 그랜드마스터 페테르 스비들레르의 세컨드를 맡았다.

### 2024
프라그나난다는 2024년 도전자 결정전에서 8명의 참가자 중 14점 만점에 7점을 얻어 5위를 차지했다. 또한 2024년 노르웨이 체스 토너먼트 3라운드에서 그는 클래식 '오버 더 보드' 경기에서 망누스 칼센을 처음으로 꺾었다. 2024년 9월 제45회 체스 올림피아드에서 프라그나난다와 그의 누나 바이샬리는 각각 오픈 부문과 여자 부문에서 금메달을 획득한 인도 팀의 일원이었다.

### 2025
프라그나난다는 플레이오프에서 구케시 D를 꺾고 타타 스틸 체스 토너먼트 2025 마스터스 부문에서 우승했다.
그는 프라하 체스 페스티벌 2025에서 4위, 그랜드 체스 투어 슈퍼벳 폴란드 래피드 & 블리츠 2025에서 3위를 차지했다.
2025년 5월, 프라그나난다는 막심 바시에르-라그라브와 알리레자 피루즈자를 상대로 플레이오프에서 승리한 후 5.5/9점으로 그랜드 체스 투어 슈퍼벳 체스 클래식 루마니아에서 우승했다.
같은 달, 그는 6.5/9점을 기록하며 스테판 아바그얀 기념에서 2위를 차지했다.
같은 달, 프라그나난다는 블리츠 타이브레이크에서 2025년 제2회 우즈체스 컵에서 우승했으며 네덜란드 E스포츠 클럽 팀 리퀴드와 계약했다. 이 우승 후, 프라그나난다는 2025년 7월 FIDE 랭킹 목록에서 세계 4위이자 인도 1위로 올라섰고, 이후 인도에서 1위 랭킹 선수로 등극했다.

## 수상 및 인정

### 국가
- 아르주나상: 2022

### 기타
- CNN-News18 올해의 인도인 (스포츠): 2023[45]

## 같이 보기
- 인도의 체스
- 인도 체스 선수 목록
- 체스 그랜드마스터 목록